# Fenice (Izi)
Fenice è il primo album in studio del rapper italiano Izi, pubblicato il 13 maggio 2016 dalla Sony Music.

## Tracce
1. Izis – 3:11
2. Con me – 3:48
3. Trafitto (feat. Moses Sangare) – 3:19
4. Luce – 2:41
5. Oh mio Dio – 3:10
6. Odi – 2:54
7. Casa (feat. Ensi) – 3:33
8. Scusa (feat. Moses Sangare) – 2:56 (Shablo, Stefano Tognini, Tormento, Federica Abbate e Cheope)
9. Tutto apposto (feat. Sfera Ebbasta) – 3:02
10. Pazzo – 2:51
11. Chic – 3:32
12. Niente da perdere – 4:01
13. La tua ora (feat. CoCo) – 3:46
14. Solo (feat. Tormento) – 5:01
15. Per tutti quelli che – 2:26

## Formazione
Musicisti
- Izi – voce
- Moses Sangare – voce aggiuntiva (tracce 3 e 8)
- Ensi – voce aggiuntiva (traccia 7)
- Lorenzo Fragola – voce aggiuntiva (traccia 8)
- Sfera Ebbasta – voce aggiuntiva (traccia 9)
- CoCo – voce aggiuntiva (traccia 13)
- Tormento – voce aggiuntiva (traccia 14)

## Classifiche
| Classifica (2017) | Posizione massima |
| ----------------- | ----------------- |
| Italia            | 3                 |